# Banasa rolstoni
Banasa rolstoni är en insektsart som beskrevs av Thomas och Yonke 1981. Banasa rolstoni ingår i släktet Banasa och familjen bärfisar. Inga underarter finns listade i Catalogue of Life.